# Margarosticha leucozonalis
Margarosticha leucozonalis là một loài bướm đêm trong họ Crambidae.